# Episodi di Kiss Me First
La prima e unica stagione della serie televisiva Kiss Me First, composta da 6 episodi, è stata trasmessa per la prima volta nel Regno Unito, sul canale Channel 4, dal 2 aprile 2018  al 7 maggio 2018. La serie è stata poi pubblicata da Netflix il 29 giugno 2018  nei Paesi in cui è presente, compresa l'Italia.
| nº | Titolo originale      | Titolo italiano               | Prima TV Regno Unito | Pubblicazione Italia |
| -- | --------------------- | ----------------------------- | -------------------- | -------------------- |
| 1  | She Did Something     | Lei ha fatto qualcosa         | 2 aprile 2018        | 29 giugno 2018       |
| 2  | Make It Stop          | Fallo smettere                | 9 aprile 2018        | 29 giugno 2018       |
| 3  | Off the Rails         | Perdere il controllo          | 16 aprile 2018       | 29 giugno 2018       |
| 4  | Friends Let Us Down   | Gli amici ci deludono         | 23 aprile 2018       | 29 giugno 2018       |
| 5  | The Witch Is Coming   | Arriva la strega              | 30 aprile 2018       | 29 giugno 2018       |
| 6  | You Can Never Go Home | Non potrai mai tornare a casa | 7 maggio 2018        | 29 giugno 2018       |

## Lei ha fatto qualcosa
- Titolo originale: She Did Something
- Diretto da: Misha Manson-Smith
- Scritto da: Bryan Elsley

### Trama
Leila è una ragazza solitaria di 17 anni la cui madre è appena morta. È dipendente da un gioco online di realtà virtuale chiamato Azana. Lì entra in contatto con Mania, un misterioso giocatore che la osserva. Nel mondo reale, Leila è costretta a trovare una coinquilina e un lavoro per pagare le bollette. Nel mondo virtuale, Leila si imbatte in Red Pill, un luogo nascosto di Azana, dove incontra i tormentati giocatori Force, Tippi, Denier, Jocasta e Calumny. Quest'ultimo si incolpa per la violenza del padre nei confronti della madre che viene regolarmente picchiata. Vede anche Mania lì, prima di essere cacciata da Adrian, il creatore di Red Pill. Nel mondo reale, Leila entra in contatto con Mania, il cui vero nome è Tess. Tess invita Leila, così come il nuovo compagno di stanza di Leila, Jonty, un attore, in un club. Quella notte, Tess e Leila vanno a casa di Tess, e Leila, mentre Tess dorme, entra in Azana come Mania. Assiste ad Adrian che spinge un vulnerabile Calumny a saltare da un dirupo virtuale, mentre in realtà, all'oscuro di Leila, il ragazzo salta giù dal tetto di un edificio.

## Fallo smettere
- Titolo originale: Make It Stop
- Diretto da: Misha Manson-Smith
- Scritto da: Bryan Elsley

### Trama
Ad Azana, Adrian dice addio all'avatar di Calumny, che si trasforma in polvere. In un flashback, Leila acquista potenti farmaci in una farmacia. Leila in seguito rivela a Tess di aver somministrato intenzionalmente un alto dosaggio di farmaci a sua madre, che è morta per un'overdose di farmaci, perché sua madre aveva voluto scegliere quando sarebbe morta. Ad Azana, Adrian dice a Leila che tutti hanno bisogno di qualcosa, e che a Red Pill tutti ottengono ciò di cui hanno bisogno indipendentemente da cosa sia. Nel mondo reale, Leila scopre che l'avatar di Calumny è stato disattivato. Inoltre, Tess va a vivere con Leila quando viene cacciata dalla casa di un altro amico in cui si trovava. Tess e Leila subito dopo entrano insieme in Red Pill, dove Leila chiede della scomparsa di Calumny. Adrian le dice che ha dato a Calumny ciò di cui aveva bisogno e sottolinea che lui ha trovato la pace. Nel mondo reale, Leila visita la casa di Calumny e scopre che Calumny, il cui vero nome è Cyryl, si è suicidato gettandosi da un edificio. Quando Leila entra in Red Pill e affronta Adrian con la sua scoperta, lui le dice che riceverà la cosa di cui ha più bisogno. La lancia giù dal dirupo e lei si sveglia da bambina mentre sua madre la chiama.

## Perdere il controllo
- Titolo originale: Off the Rails
- Diretto da: Misha Manson-Smith
- Scritto da: Bryan Elsley e Rachel Hirons

### Trama
Marzo 2005. Ruth Palmer crea il mondo virtuale di Azana che riceve ampi consensi. Tuttavia, Palmer viene successivamente condannata per l'omicidio colposo di suo marito e socio in affari. Ora, a seguito di un appello, è stata liberata. A Red Pill, Tippi rivela a Leila che Tess aveva precedentemente tentato il suicidio e che Adrian crede che Leila la stia aiutando a stare meglio. Nel mondo reale, Leila incontra uno dei suoi ex insegnanti di scuola e chiede il suo aiuto per hackerare Azana. L'ex insegnante accetta di aiutarla con riluttanza. Leila in seguito si rende conto che Adrian l'ha osservata hackerando il monitor della sua webcam. A Red Pill, Adrian dice a Tess che sottovaluta le capacità di Leila di cambiare le cose. Nel mondo reale, Leila ricatta con successo il fidanzato di Tess, un uomo sposato, per convincerlo a smettere di vederla. Leila si rivolge anche a Denier, che ultimamente ha parlato spesso con Adrian. Denier, il cui vero nome è Ben, vive in una casa per bambini gestita da un padre adottivo violento. Leila lo trova lì e gli dice che non dovrebbe ascoltare tutto ciò che Adrian gli dice, ma Ben le assicura che andrà tutto bene. Tornando a casa, Leila trova Tess in crisi, a causa del fatto che il suo ragazzo l'ha scaricata, e riesce a calmare Tess. Nel frattempo, Ben si fa esplodere insieme al padre adottivo violento, nell'auto di quest'ultimo. Dopo aver appreso della morte di Ben, Leila affronta Tess, sostenendo che è stata colpa di Adrian. Quindi distrugge l'attrezzatura VR e il computer di Tess prima di dichiarare che sta cercando Adrian.

## Gli amici ci deludono
- Titolo originale: Friends Let Us Down
- Diretto da: Tom Green
- Scritto da: Laura Deeley e Bryan Elsley

### Trama
Tess è scomparsa. Né Leila né Adrian sanno dove sia, ed entrambi la stanno cercando. A Red Pill, Adrian dice a Force che Leila distruggerà Red Pill e che ha bisogno del suo aiuto per fermarla. In cambio del suo aiuto, Adrian lo aiuterà a incontrare Jocasta di persona. Nel mondo reale, Force, il cui vero nome è Kyle, si rivela essere un giovane disturbato con una collezione di armi che è infatuato di Jocasta. Nel frattempo, si scopre che Jocasta è un giovane di nome Jack. Leila, con l'aiuto del suo ex insegnante, il signor Adams, scopre le prove del lavoro di hackeraggio di Adrian, mentre Adrian fa trapelare filmati di videosorveglianza di Leila che parla con Ben per dipingerla come testimone della morte di Ben. In un flashback a Red Pill, Adrian mostra a Tess un replay video di Leila, nei panni di Mania, che sembra persuadere Calumny a saltare dal dirupo. Poi dice a Tess che presto saranno tutti insieme a casa sua. Nel mondo reale, su sua richiesta, Jonty accompagna Leila a incontrare Ruth Palmer. Leila chiede a Ruth il suo aiuto, ma lei si rifiuta di aiutarla. Al ritorno a casa, Jonty e Leila fanno sesso. In seguito, Leila va a lavorare e lì trova Kyle, che ha viaggiato dall'America a Londra. Le dice che è stato mandato per sorvegliarla e assicurarsi che non faccia nulla per rovinare i piani di Adrian. Adrian quindi invia l'indirizzo di Jocasta a Kyle. Lì, uno scioccato Kyle incontra Jack, che lo supplica, sottolineando che l'amore è amore indipendentemente dal sesso. Allo stesso tempo, Leila chiude Jonty fuori di casa, avendo scoperto i suoi messaggi telefonici con Adrian. Il giorno successivo, Leila riceve una scatola del protocollo di base da Ruth Palmer, che le consente di accedere ai codici di Azana, con l'assistenza del signor Adams. Mentre Leila è ad Azana, Kyle si intrufola e lei, dopo aver lasciato il gioco, trova il signor Adams morto per apparente strangolamento. Nel frattempo, la governante di Jack arriva a casa e trova sangue su tutto il pavimento. Leila torna a casa e trova Kyle fuori casa sua. Le dice che ha detto a Jocasta di stare tranquillo e di aspettarlo, e si offre di aiutare Leila a trovare Tess.

## Arriva la strega
- Titolo originale: The Witch is Coming
- Diretto da: Tom Green
- Scritto da: Jamie Brittain e Lauren Sequeira

### Trama
Tess incontra Tippi, il cui vero nome è Tomiko, a casa di Adrian in Croazia. Godono di cibo e alcol costosi e Tomiko brucia gli oggetti della "vecchia vita" di Tess, incluso il suo passaporto. Tomiko le dà una pillola rossa da prendere ogni giorno, dicendo che Adrian si fida di loro per credere. Nel frattempo, Kyle e Leila sono in viaggio per la Croazia. Tess scopre una cassetta e la riproduce. Su di essa, Adrian la indirizza verbalmente a una versione reale del lago in cui le piaceva nuotare mentre era in Red Pill. Tornando a casa di Adrian, Tess parla della cassetta a Tomiko, che è visibilmente ferita quando sente Adrian chiamare Tess speciale. Leila e Kyle si fermano la notte in una piccola baita. Quando lei chiede perché la sta aiutando, Kyle dice che lei lo ha aiutato a risolvere i suoi problemi. Quando condividono un letto, iniziano a fare sesso, ma Kyle la chiama Jocasta e lei lo allontana da sé e si precipita fuori dalla baita, dove sente Adrian che le parla dal bosco. Quando Leila cerca di scappare, Kyle la ferma e la strangola, dicendo che sta "rovinando tutto", ma si ferma prima di ucciderla. Leila lo prende a pugni e scappa in macchina. Tornati a casa di Adrian, Tomiko e Tess hanno entrambe esperienze alquanto allucinatorie. Leila arriva e incontra Tomiko, che si scopre aver lavorato come prostituta prima di incontrare Adrian ad Azana. Leila tenta di convincere Tess ad andarsene con lei. Dice che Adrian la ucciderà per divertimento, come ha fatto con gli altri. Tuttavia, Tomiko dice che è stata colpa di Leila se Calumny e Denier sono morti e Tess dichiara che non se ne andrà. Tess dice a Leila che era una prova e l'ha superata. Delusa dall'amica, Leila dice a Tess che ha ragione, ha vinto e se ne va. Adrian rivela a Leila di essere il figlio di Ruth Palmer. Dichiara anche che un gioco di combattimento multiplayer che si rispetti richiede una svolta tattica e dice a Leila di guardare fuori dalla finestra della sua camera da letto. Leila deduce che Adrian ha incaricato Tomiko di uccidere Tess. Leila è quindi costretta ad abbattere Tomiko, che brandisce un coltello, e a salvare Tess. Tess si tuffa nel lago, ma invece di vedere il mostro che trova ad Azana, viene attaccata da Kyle, che cerca di annegarla. Leila arriva e accoltella a morte Kyle. Leila sembra annegare mentre Tess riesce a risalire in superficie, dove sviene. Adrian dichiara che "il mondo è incasinato" prima di riflettere sul fatto che la vita è un "parco giochi avventuroso" che non dovrebbe essere preso così sul serio.

## Non potrai mai tornare a casa
- Titolo originale: You Can Never Go Home
- Diretto da: Tom Green
- Scritto da: Laura Deeley e Bryan Elsley

### Trama
Leila si sveglia legata a un tavolo in una stanza buia. Nel frattempo, Jonty irrompe in casa di Leila attraverso una finestra aperta e trova Tess lì. Tess chiede a Jonty di portarla all'ultimo posto in cui è andata Leila, che era la casa di Ruth Palmer. Tess affronta Ruth sulle attività di suo figlio prima di andarsene. Tornato nella stanza buia, Adrian, apparendo come una versione digitale di se stesso, offre a Leila l'assoluzione e inizia a torturarla con visioni di "quello che ha fatto". In un ospedale, si scopre che Jack è in coma, essendo stato duramente picchiato da Kyle, ma non ucciso. Il giorno successivo, l'agente Azana Saul Green arriva a casa di Leila e incontra Tess, chiedendole di andare con lui. Al quartier generale di Azana, Tess e Jonty incontrano Tracy, responsabile della risoluzione aziendale. Tracy e Saul credono che Leila sia dietro i suicidi, ma Tess insiste affinché indaghino su Adrian. Invece, le mostrano che Tomiko ha incontrato la stampa e ha raccontato una storia che pone Leila come la principale manipolatrice del gruppo. Nella stanza buia, Adrian scherza con Leila, che reagisce contro di lui, risvegliandosi infine dalla stanza buia e scoprendo di essere stata in VR per tutto il tempo. Alla ricerca di cibo e di un posto sicuro, Leila va dal suo capo, Azul. Azul le dà la scatola del protocollo di base, che Tess aveva nascosto da lui. Leila racconta ad Azul cosa sta succedendo. Tess e Jonty si riuniscono con Leila al bar di Azul. Usando la scatola del protocollo di base, Leila entra in Azana, rilasciando pubblicamente Red Pill. Ruth osserva Leila entrare in Azana in un live streaming e incontrare Adrian. Leila lo affronta su quello che ha fatto e gli dice di andare a farsi fottere mentre esce. Leila, Jonty e Tess partono con il furgone di Azul. In ospedale, Jack si sveglia. Adrian chiama Leila e le dice che gli ha fatto del male, prima di dire che sta venendo a prenderla. Adrian afferma che sta arrivando una nuova avventura e che la vedrà in giro.